# 细肢绒球蟹
细肢绒球蟹（学名：Doclea gracilipes）为蜘蛛蟹科绒球蟹属的动物。分布于墨吉群岛、安達曼群島、印度、斯里兰卡以及中国大陆的广东、福建等地，生活环境为海水，常栖息于砾石泥质底。